# (12623) Tawaddud
(12623) Tawaddud est un astéroïde de la ceinture principale.

## Description
(12623) Tawaddud est un astéroïde de la ceinture principale. Il fut découvert le 17 octobre 1960 à l'observatoire Palomar par Cornelis Johannes van Houten, Ingrid van Houten-Groeneveld et Tom Gehrels. Il présente une orbite caractérisée par un demi-grand axe de 2,46 UA, une excentricité de 0,05 et une inclinaison de 4,9° par rapport à l'écliptique.

## Compléments